# Charles Louis L'Héritier de Brutelle
Charles Louis L'Héritier de Brutelle, född den 15 juni 1746 i Paris, död där den 16 augusti 1800 (mördad), var en fransk botaniker.
Han är känd för sitt arbete med näveväxterna och publicerade 1792 ett verk vid namn Geranologia. Han indelade dessa i de tre släktena Geranium, Pelargonium och Erodium.
Auktorsnamnet L'Hér. kan användas för Charles Louis L'Héritier de Brutelle i samband med ett vetenskapligt namn inom botaniken; se Wikipediaartiklar som länkar till auktorsnamnet.